# Zealanapis australis
Zealanapis australis är en spindelart som först beskrevs av Forster 1951.  Zealanapis australis ingår i släktet Zealanapis och familjen Anapidae. Inga underarter finns listade i Catalogue of Life.